# هيثم السيد قنديل

## هيثم السيد محمد قنديل
هيثم السيد محمد قنديل (29 أكتوبر 1984 - ) هو أكاديمي وباحث مصري في التاريخ القديم، متخصص في تاريخ اليونان والرومان، ويُعد من أبرز المتخصصين العرب في علم البردي ودراسة الإدارة البطلمية في مصر. يشغل حاليًا منصب مدرس (أستاذ مساعد) في قسم التاريخ بكلية الآداب، جامعة عين شمس، وله حضور دولي فاعل في المشهد البحثي الأكاديمي، العربي والغربي على السواء.

### النشأة والتعليم
وُلِد هيثم قنديل بقرية أبوداود، مركز تمي الأمديد، محافظة الدقهلية في جمهورية مصر العربية. بعد تفوقه في الثانوية العامة (96%)، التحق بكلية الطب، ثم اتجه شغفه إلى التاريخ، ليتخرّج عام 2012 من قسم التاريخ، كلية الآداب، جامعة عين شمس، أولَ الدفعة بتقدير "امتياز مع مرتبة الشرف".
أتمّ سنة التمهيدي للماجستير عام 2013 بتقدير ممتاز، ثم حصل على ماجستير التاريخ اليوناني الروماني (2018) عن رسالته حول "العصبة الآخية: العلاقات البينية والسياسة الخارجية منذ إعادة إحيائها حتى نهاية القرن الثالث ق.م". واصل مسيرته العلمية بتحقيق درجة الدكتوراه في الفلسفة (PhD) عام 2021 بأطروحة باللغة الإنجليزية عن The Role of the Epimeletes in the Ptolemaic Administration، تحت إشراف مشترك بين أ.د. إبراهيم الجندي (مصر)، والأستاذة الدكتورة كورنيليا إيفا رومر، أستاذ علم البردي السابق بجامعة لندن، ومدير المجموعات البردية بالمكتبة الوطنية بفيينا سابقًا.

### الحياة الأكاديمية
التحق الدكتور هيثم بالسلك الأكاديمي معيدًا في قسم التاريخ عام 2013، ثم تدرج ليصبح مدرسًا مساعدًا (2018)، ثم مدرسًا (2021). ويمارس مهامه الأكاديمية في تدريس مقررات تتعلق بالحضارة اليونانية والرومانية، واللغة اليونانية القديمة، وعلم البردي والنقوش، وكتابات المؤرخين الكلاسيكيين.
كما تم دعوته كباحث ومحاضر زائر بجامعات أوروبية مرموقة، منها:
- جامعة كولونيا (2019 و2021/2022)
- جامعة لودفيغ ماكسيميليان بميونيخ (2024)[3]

وقد درّس أيضًا بجامعة قناة السويس. ويُشرف على رحلات علمية وميدانية لطلابه إلى المواقع الأثرية، ويشارك بفاعلية في تطوير المناهج والامتحانات والتقويم الأكاديمي بقسمه.

## الإنتاج العلمي
يتميّز الدكتور هيثم قنديل بنتاج علمي متنوع، يجمع بين التأليف الفردي، والتحرير الأكاديمي، والمشاركة في مشاريع بحثية جماعية، إلى جانب نشره لمجموعة كبيرة من المقالات العلمية المحكمة في مجلات دولية مرموقة. وقد ساهمت أبحاثه في توسيع فهمنا للإدارة البطلمية، والبنية الاقتصادية لمصر القديمة، والتفاعل السكاني والثقافي في العصرين البطلمي والروماني.

### 📚 أولًا: الكتب والتأليف الفردي والتحرير
- [4]The Office of the Epimeletes: Studies in the Administration of Ptolemaic Egypt، Brill | Schöningh, Paderborn, 2024. يُعد هذا العمل مرجعًا أساسيًا لفهم البنية الإدارية البطلمية، ويقدم دراسة تحليلية لدور الـEpimeletes في التنظيم البيروقراطي للمملكة البطلمية، انطلاقًا من البرديات والنقوش.
- عالم ما بعد الإسكندر الأكبر: ممالك وأحلاف ومدن، الهيئة المصرية العامة للكتاب، 2023.[5] يستعرض هذا الكتاب التحولات السياسية والجغرافية بعد وفاة الإسكندر، مركزًا على التوازن بين الممالك الهلنستية والنزعة المحلية.
- ليبيا: عبق التاريخ وبهاء الآثار، مكتبة الآداب، 2024 (تحرير). كتاب جماعي يُلقي الضوء على التاريخ والحضارة الليبية القديمة من خلال بحوث متخصصة.
- مصر تحت الحكم الروماني، الهيئة العامة لقصور الثقافة، 2024 (تحقيق وتقديم وتعليق). قام الدكتور قنديل بتحقيق هذا النص المهم وإخراجه للنشر في سلسلة "ذاكرة الكتابة"، مع مقدمة تحليلية ووثائق توضيحية.[6]
- دراسات في التاريخ والحضارة اليونانية والرومانية: بحوث مهداة إلى روح عميد مؤرخي مصر الرومانية أ. د. إبراهيم الجندي، مكتبة الآداب، القاهرة.

### 📄 ثانيًا: المقالات العلمية المحكمة

#### 🔹 في مجلات دولية ومحلية
- [7]"Newly-Edited Ostraca Upsaliensia from the Petemenophis & Sons Archive", BASP, 61 (2024), 77–147. دراسة مفصّلة لمجموعة برديات غير منشورة من أرشيف بيتيمينوفيس، تسلط الضوء على الحياة الاقتصادية والأسرية.
- [8]"A Measuring Order of Grain for Ships’ Crews", Zeitschrift für Papyrologie und Epigraphik 230 (2024), 184–186. وثيقة مالية نادرة توضح مخصصات الغلال لطاقم السفن.
- [9]"Fiscal Oversight in Ptolemaic Egypt: The Role of the Epakolouthountes", IWNW 3 (2024), 75–94. يعرض هذا المقال واحدة من أكثر الوظائف غموضًا في الإدارة المالية البطلمية.
- "The Hypodioiketes and his Functions in the Ptolemaic Administration", Proceedings of the 30th International Congress of Papyrology, Paris 2022.
- "Exploring the Functions of Phrourarchiai and Phrourarchoi in Ptolemaic Egypt", Annals of the Faculty of Arts, Ain Shams [10]University, 52 (2024), 271–292.
- "A New Report of a Ptolemaic Real Estate Declaration", ZPE 226 (2023), 107–111.
- ‘Property Declarations in Ptolemaic Egypt’, The Social and Economic Life in Ptolemaic Egypt, The 1st International Conference of the Faculty of Archaeology, Ain Shams University, IWNW 1, 1-14.[11]
- [12] The Origins of Slaves and their Names in Ptolemaic Egypt: A Case Study of the Zenon Archive, IWNW 2, 367-392.
- السلطة التشريعية في العصبة الآخية، حولية كلية الآداب جامعة عين شمس ٤٦، ١٩٢-٢٣٤.
- ‘Rent Receipt for A Warehouse from Oxyrhynchus (P.Mich. Inv. 1049; 478 CE)’, Bulletin of the American Society of Papyrologists 60 (2023), 103-107[13]
- الحقوق السياسية للمدن والأفراد في العالم الهلِّينيستي، في: هيثم قنديل (محرر)، دراسات في التاريخ والحضارة اليونانية والرومانية: بحوث مهداة إلى عميد مؤرخي مصر الرومانية أ. د. إبراهيم الجندي، مكتبة الآداب، القاهرة، ٢٥٩-٢٩٠.
- Order to Receive Money, Zeitschrift für Papyrologie und Epigraphik 224, 208-212

#### 🔹 في مؤلفات جماعية دولية
- "Declaration of Uninundated Land" و"A Letter to the Scribes of the Metropolis" في: More Texts from the Archive of Socrates، Berlin, 2021. إصدار مشترك بين Römer وEl-Maghrabi، يتناول أرشيفًا برديًا هامًا من كرانيس.[14]
- ‘Declaration of Uninundated Land’, in: El-Maghrabi, M./ Römer, C. (eds.), More Texts from the Archive of Socrates, Papyri from House 17, Level B, and Other Locations in Karanis (P. Cair. Mich. III) (Archiv für Papyrusforschung und verwandte Gebiete – [14] Beihefte 45), Berlin, 103-108.
- "A Stela from Museo Civico Archeologico, Bologna, inv. 19055 / 19065", Italia Epigrafica Digitale II, 2020.

### المشاركات والمؤتمرات
شارك هيثم قنديل في عشرات المؤتمرات والورش المتخصصة داخل مصر وخارجها، مقدمًا أبحاثًا متقدمة حول الإدارة البطلمية، والبرديات، والأنظمة الاقتصادية والاجتماعية في مصر القديمة، ومن أبرز مشاركاته:
- المؤتمر الدولي التاسع والعشرون لعلم البردي (ليتشي – إيطاليا، 2019)، حيث قدّم ورقة عن دور الـEpimeletes في الرقابة على الاحتكارات الملكية.[15]
- المؤتمر الدولي الأول بكلية الآثار – جامعة عين شمس (القاهرة، 2021) بورقة عن إعلانات الملكية في مصر البطلمية.[16]
- المؤتمر الدولي الثلاثون لعلم البردي (باريس – فرنسا، 2022)، بورقة عن وظيفة الـHypodioiketes في الإدارة البطلمية.[17]
- مؤتمر Family and Society in the Mediterranean World (جامعة عين شمس، 2023)، بمداخلة عن العلاقات الأسرية في مصر البطلمية من خلال أرشيف التوأم في السيرابيوم.[18]
- مؤتمر الجمعية الدولية للبردي العربي (ISAP) (الفيوم، 2023).[19]
- المؤتمر الدولي "علوم الآثار والفلك في الحضارات الإنسانية" (عين شمس، 2024)، حيث ألقى محاضرة عن الفيلسوفة هيباتيا ودورها المحتمل في علم الفلك.[20]

كما شارك بالحضور أو عبر الإنترنت في مؤتمرات علمية مرموقة، منها:
- Cultural Exchanges in Ancient Egypt (جامعة كِنت، المملكة المتحدة، 2020)
- Religious Conversion through Onomastics in Late Antiquity (Berlin Antike-Kolleg، ألمانيا، 2020)
- Digital Greek and Latin Epigraphy Conference (جامعة بولونيا، 2021)

وكان من بين 12 باحثًا دوليًا اختيروا للمشاركة في:
- المدرسة الصيفية لشباب علماء البردي – جامعة سينسيناتي، الولايات المتحدة (2022)[21]
- ومحاضرا في المدرسة الشتوية الدولية للبرديات والآثار – بالتعاون بين جامعة وارسو والمركز البولندي لآثار البحر المتوسط، الفيوم (2025)[22]

وله مساهمات بارزة في تنظيم المؤتمرات والندوات داخل مصر، من بينها: مؤتمرا تاريخ مصر في العصر المسيحي (2014، 2015)، والمنتدى الدولي The 7th Fayum Symposium (2018)، كما يتولى تنسيق منتدى الدراسات الكلاسيكية بقسم التاريخ، جامعة عين شمس منذ عام 2019.
ويمتلك سجلًا حافلًا في ورش العمل المتخصصة، من بينها:
- An Introduction to Greek Papyrology (جامعة كولون، 2019)
- Digital Epigraphy (بولونيا، 2021)
- Digital Papyrology (هايدلبرغ، 2021 وWürzburg، 2022)
- ورش البردي العربي (الدورات 20–22) بجامعة ميونيخ[23]
- Hunting for Document Clusters – جامعة ميونيخ (محاضر، 2024)
- النشر الدولي في الدراسات التاريخية – جامعة عين شمس (محاضر، 2025)

مما يجعله همزة وصل بين الدراسات اليونانية الرومانية والدراسات الإسلامية والبردية، ويضعه في قلب الحراك الأكاديمي المتعدد اللغات والثقافات.

### الأنشطة الميدانية
منذ عام 2017، شارك د. قنديل في مشروع Fayum Survey Project بالتعاون مع المعهد الألماني للآثار، في حفائر ومسوح أثرية بمنطقة الفيوم. ساهم في المسوح الأثرية والتنقيب بمواقع: فيلوتيريس، ديونيسياس، ثيادلفيا، وسوكنوبايو نيسوس، بالإضافة إلى بحوث أثرية حول قنوات الري القديمة حول بحيرة قارون.

### العضويات المهنية
- عضو في الجمعية الدولية للبرديات (AIP)
- عضو الجمعية الأمريكية للبرديات (ASP)
- عضو الجمعية المصرية للدراسات التاريخية
- عضو اتحاد المؤرخين العرب
- عضو الجمعية الدولية للبرديات العربية (ISAP)

## خاتمة
تمثل المسيرة الأكاديمية للدكتور هيثم قنديل نموذجًا حيًّا للعالِم المصري المعاصر الذي يجمع بين الأصالة والانفتاح، وبين الدراسة الوثائقية الدقيقة والتمثيل العلمي الرفيع في المحافل الدولية. لقد أعاد من خلال أبحاثه في علم البردي والإدارة البطلمية قراءة حقبة مفصلية من التاريخ المصري القديم، ويواصل إثراء حقل الدراسات الكلاسيكية بإسهاماته الغنية ومشروعاته الطموحة.

### الروابط والمصادر
- https://www.asu.edu.eg/staffPortal/ar/staffProfile/4980
- https://shams.academia.edu/HaythamQandeil
- https://www.researchgate.net/profile/Haytham-Qandeil
- https://scholar.google.com/citations?user=ZCCKDnIAAAAJ&hl=en
- https://www.scopus.com/authid/detail.uri?authorId=58526485000
- https://research.asu.edu.eg/cris/rp/rp12382
- https://orcid.org/0000-0001-9367-110X